# لاهتي

موقع لهتي

شعار لهتي

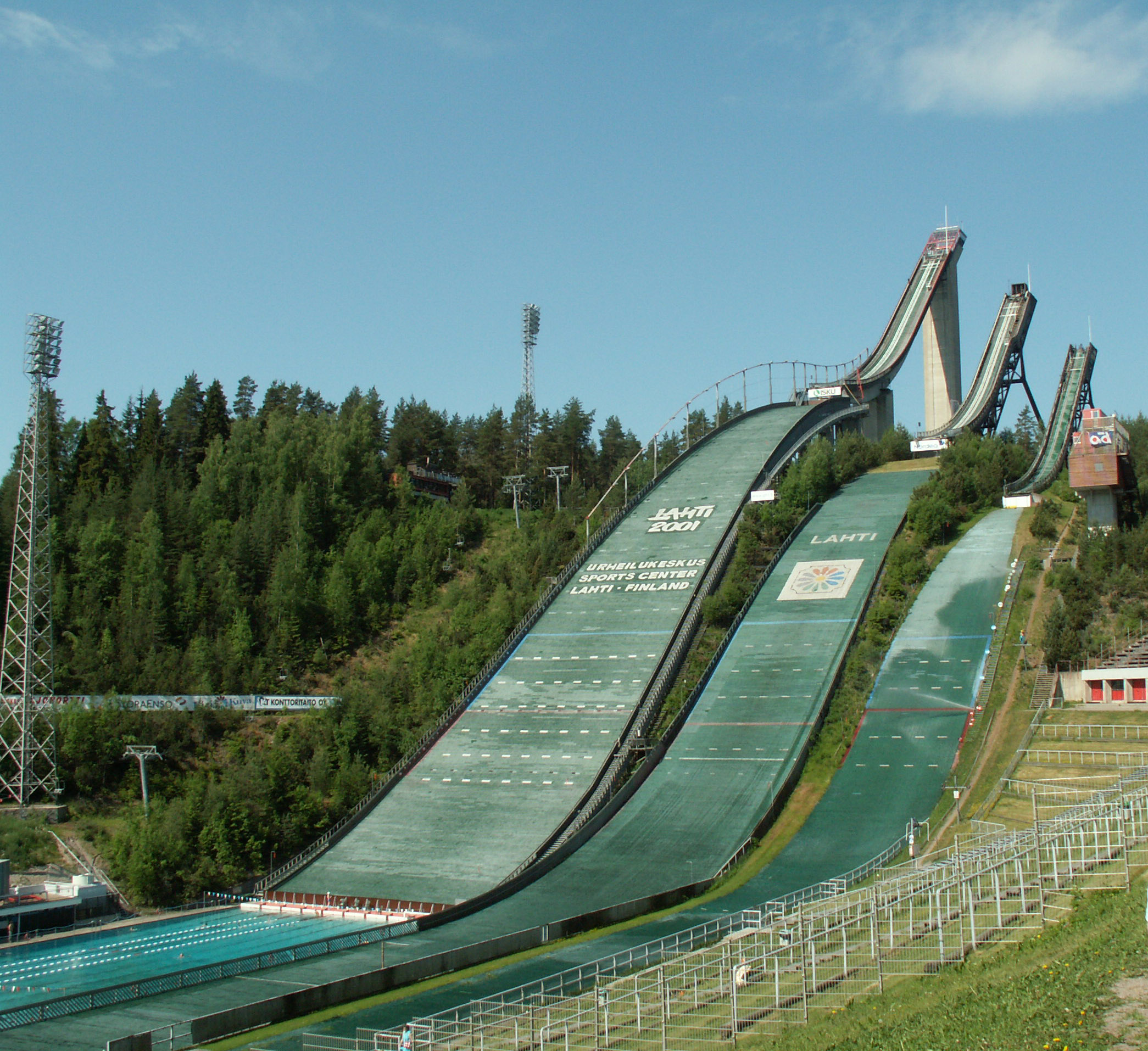
منحدرات التزحلق بمدينة لهتي

لاهتي (بالفنلندية: Lahti؛ بالسويدية: Lahtis) مدينة فنلندية يقطنها 101.178 ساكن، عاصمة إقليم بايات هامي جنوب البلاد.
تقع على خليج عند ضفاف النهاية الجنوبية لبحيرة فيسيارفي على بـُعد حوالي 100 كيلومتر إلى الشمال الشرقي من العاصمة هلسنكي. كلمة لاهتي الفنلندية تعني حرفياً باللغة العربية الخليج وكلمة فيسيارفي (Vesijärvi) تعني بحيرة الماء.
يمثل شعار المدينة عجلة قطار محاطة بشـُعلات مـُلتهبة، في إشارة إلى أن المدينة كانت دائماً تقاطعاً مهماً للسكك الحديدية.

## التاريخ
ذُكرت لاهتي لأول مرة وثائقياً في سنة 1445. انتمت القرية رعية هولولا وكانت تقع على طريق فيبورينتيي أولينن القروسطي التجاري الرابط بين مدينتي هامينلينا وفيبورغ.

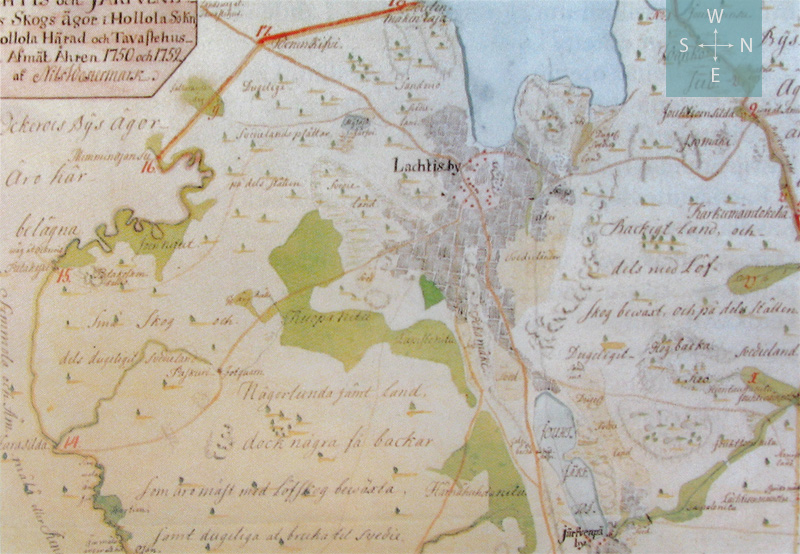
خريطة للـَهتي من صنع نيلس فسترمارك في 1750-1752.

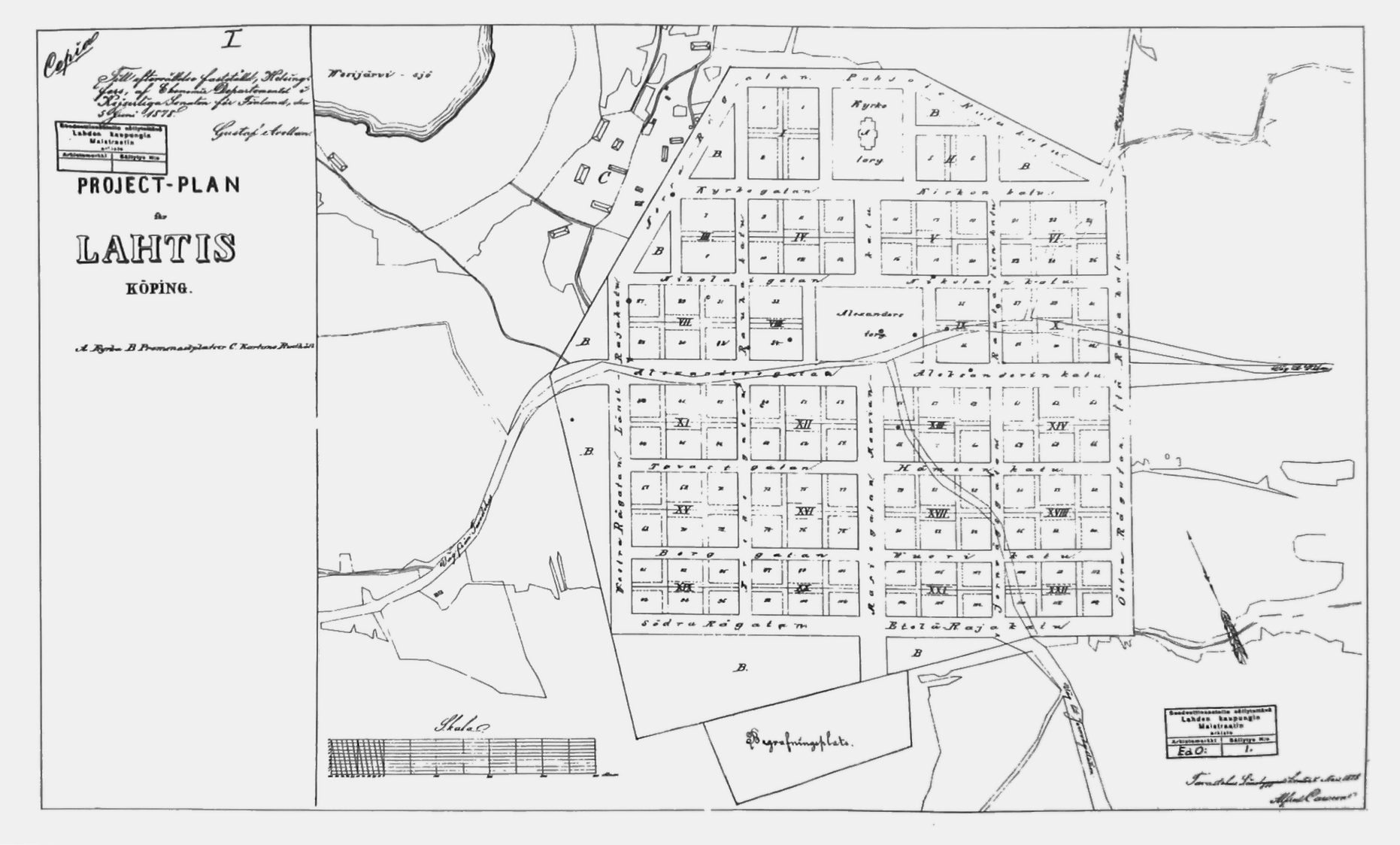
مخطط بلدة لاهتي من عام 1878 من قبل ألفريد كاوين.

حـوّل إنجاز خط سكة حديد ريهيماكي سانت بطرسبورغ سنة 1870 وقناة فيسيارفي سنة 1871 لهتي إلى محطة حيوية، وبدأت تتشكل من حولها منشآت صناعية. لفترة طويلة، كانت محطة القطارات في مرفأ فيسيارفي ثانية أكثر المحطات ازدحاماً في فنلندا. سرعان ما اختلط حرفيون وتجار والقليل من موظفي الخدمة المدنية والكثير من العمال الصناعيين مع الفلاحين الموجودون أصلاً.
يوم 19 يونيو 1877، سـَـوّى حريق القرية بأكملها تقريباً بالأرض. ومع ذلك، كانت الحادثة بمثابة ضربة حظ لتنمية المكان، فقدت أدت إلى أن تستأنف السلطات مداولاتها حول تأسيس بلدة في لهتي. نالت القرية حقوق البلدة السوق في عام 1878 وتمت الموافقة على مخطط شبكة بلدة على الأسلوب الامبراطوري، تتضمن ساحة سوق كبيرة وجادات واسعة. ويشكل مخطط الشبكة هذا أساس وسط المدينة. كانت معظم المباني منازل خشبية منخفضة تحف الشوارع.
تأسست لاهتي خلال فترة ركود اقتصادي حاد. كانت الإمبراطورية الروسية مثقلة بحرب ضد الدولة العثمانية. باطأ الركود الاقتصادي بناء المدينة: فلم تـُبع الأرض، وغالبا لم تبن العقارات لبعض الوقت. في سنواتها الأولى، كانت المدينة بعديد سكانها الهزيل البالغ 200 ساكن صغيرة جداً لتوفير نوعاً المؤسسة التجارية. في نهاية العقد الأخير من القرن التاسع عشر، ضاعف مجلس بلدة لـَهتي جهوده من أجل تحويل لهتي إلى مدينة. في ربيع 1904، أثمرت تلك الجهود أخيراً بمصادقة مجلس الشيوخ، رغم أن الأمر استغرق ثمانية عشر شهراً آخر قبل أن يعطي القيصر نيقولا الثاني مباركته ويصدر مرسوماً بإنشاء مدينة لهتي.
في نهاية عام 1905، كان نطاق لـَهتي الحالية يستوعب حوالي 8200 نسمة منهم فقط أقل من 3000 يعيشون في المدينة نفسها. قد بـُنيت جميع المؤسسات البلدية الأساسية في غضون عشر سنوات فقط، بما في ذلك مستشفي ومبنى البلدية. وفي الوقت ذاته، شهد وسط المدينة زيادة سريعة في المنازل المبنية بالطوب.
في أوائل العشرينات حيازت المدينة أراضي عزبة لاهتي، وهي قطعة أرض مهمة كانت تحول سابقاً بين المدينة والبحيرة. تنامت العمليات الصناعية واسعة النطاق بسرعة في الثلاثينات كما هو الحال في عدد السكان؛ كانت لـَهتي آنذاك إحدى أسرع مدن فنلندا نمواً، وقبل أندلاع حرب الشتاء كان عدد سكانها يقارب 30000.
عبر إضافة مناطق جديدة في أعوام 1924 و1933 و1956، نمت لـَهتي سكاناً ومساحةً. كان النمو قوياً خصوصاً بعد الحروب، عندما استقبلت لـَهتي حوالي 10000 مهاجراً من كاريليا بعد استيلاء الاتحاد السوفياتي على مناطقهم، وبعد ذلك في الستينات والسبعينات نتيجة للتوسع العمراني الشامل. وصل النمو السكاني إلى نهاية حادة في عام 1975 ومنها نمت المدينة بشكل طفيفة للغاية.

## الثقافة

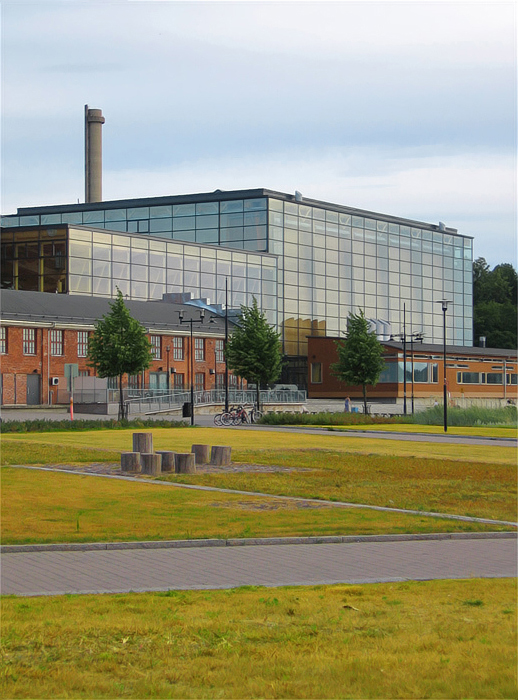
قاعة سيبيليوس

تستضيف لاهتي طموحات ثقافية، وقد شهدت السنوات الأخيرة بناء مركز مؤتمرات وحفلات موسيقية كبير وهو قاعة سيبيليوس. وقد أثار هذا جدلا واسعا بين السكان، فالكثير منهم يشعرون الأموال المستخدمة لهذه الأغراض من الأفضل أن تنفق على الرعاية الصحية والتعليم. ولعل في لهتي أشهر أوركسترا سمفونية في فنلندا، أوركسترا لهتي السيمفونية (Sinfonia Lahti). وتركز على الموسيقى جان سيبيليوس.
يتضمن برنامج مهرجان لهتي الموسيقي السنوي فعاليات مثل مهرجان لهتي للأرغن، الجاز في ساحة السوق ومهرجان سيبيليوس.

## الرياضة

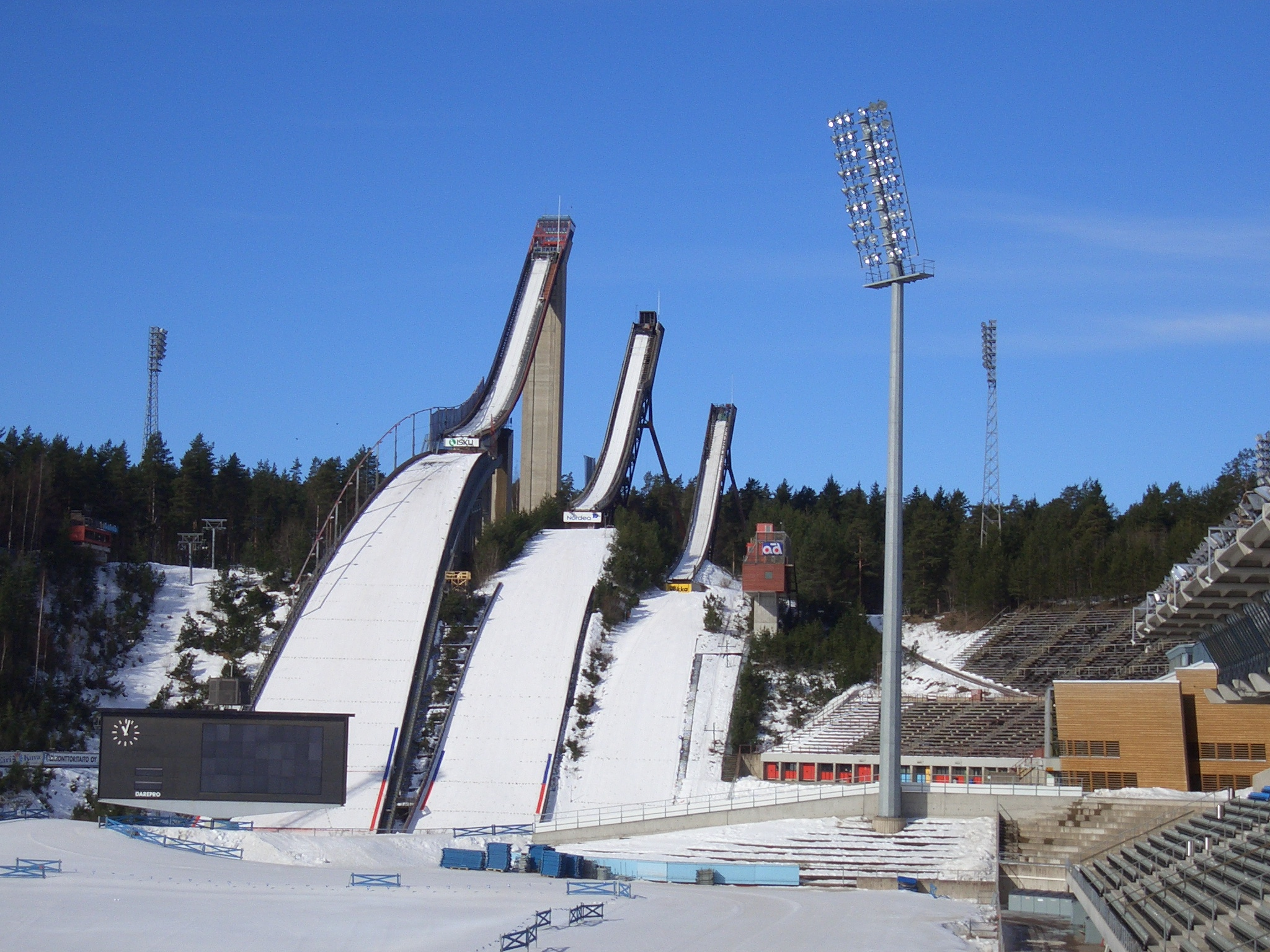
مركز لهتي الرياضي - المتزلجات القفز

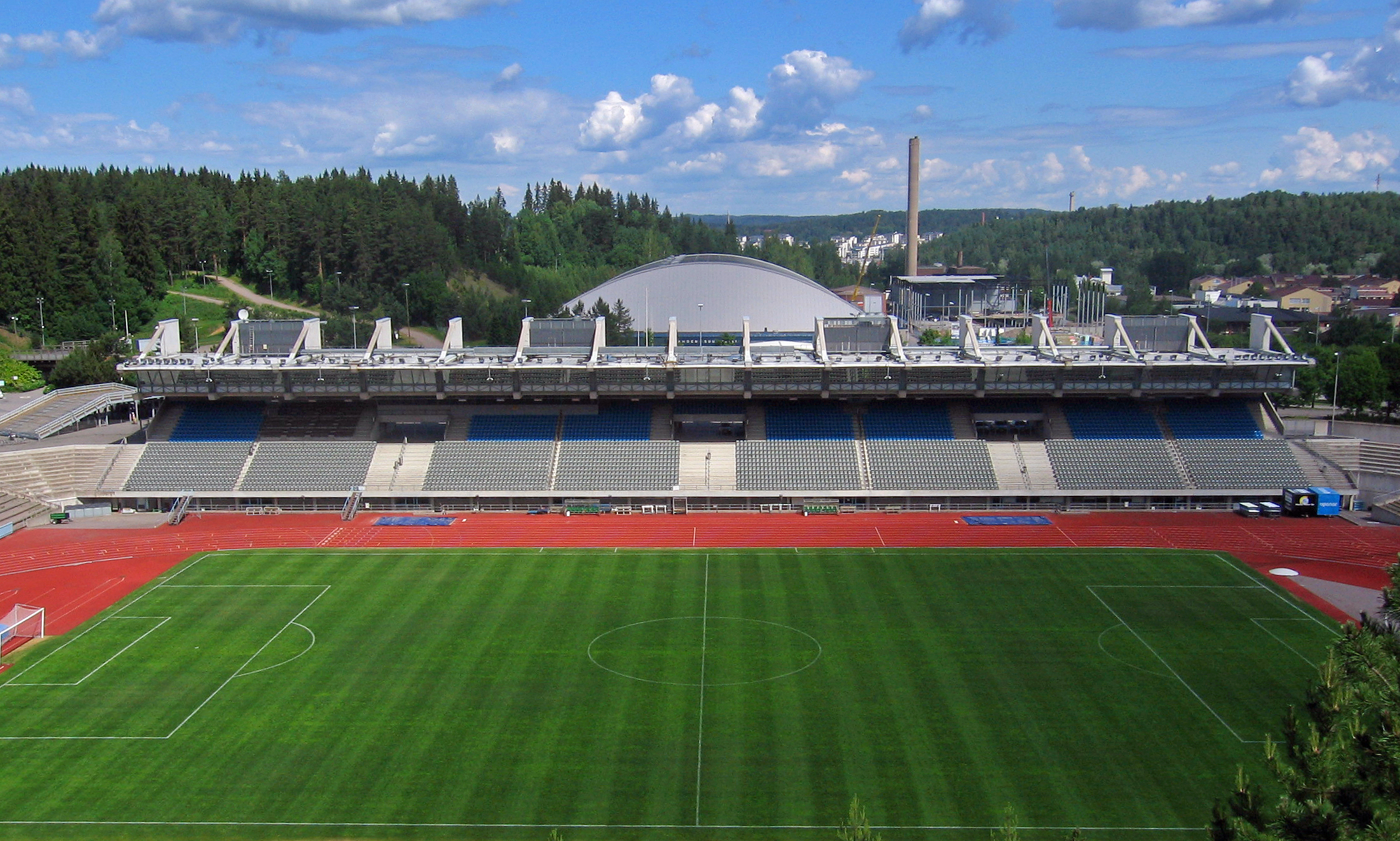
مركز لهتي الرياضي – الاستاد

تشتهر لاهتي بتنظيمها السنوي لألعاب كأس العالم الشتوي، في ألعاب لهتي للتزلج (Salpausselän kisat). منافسات القفز التزلجي بألعاب لهتي للتزلج هي جزء من البطولة الشمالية.
بدورة الألعاب الأولمبية سنة 1952 استضافت لاهتي بعض مباريات كرة القدم.
أدت مساعيها المدينة في مجال الرياضة إلى إنجازات من قبيل استضافة الألعاب العالمية. وهي المدينة الوحيدة التي استضافت ست نسخ من بطولة العالم للتزلج الشمالي (في أعوام 1926، 1938، 1958، 1978، 1989، 2001).
يوجد في المدينة أيضا فريق هوكي الجليد، ولهدن البجع، وكرة القدم نادي لاهتي. في تموز / أغسطس 2009، استضافت لهتي في 18 بطولة العالم لألعاب القوى للأساتذة، مسار الفئة العمرية في الهواء الطلق تلبية للرجال والنساء وأكثر من 35.

## التعليم
في القطاع التعليمي، لاهتي متواضعة.

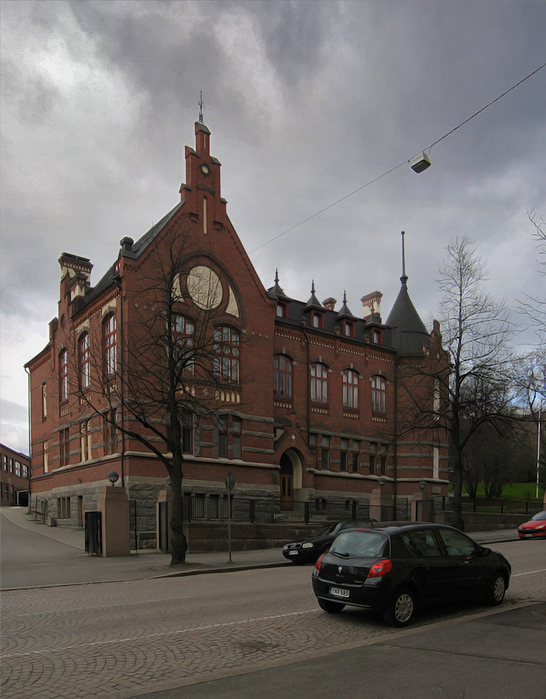
Lahden Yhteiskoulu from 1896

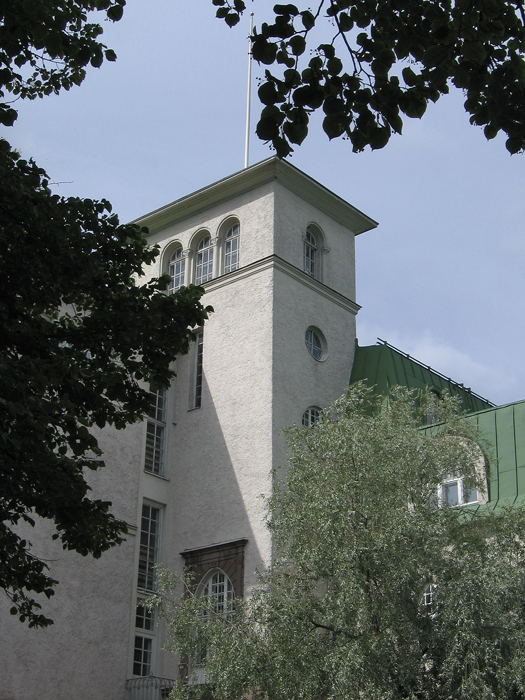
Lahti Folk High School

أهم أركانها هو معهد من التصميم عالي المقام، والتي هي جزء من جامعة لهتي للعلوم التطبيقية. وقد اكتسب المعهد الاعتراف الدولي ولا سيما بالنسبة للمجوهرات والتصميم الصناعي. مجالات الخبرة الأخرى تشمل المعادن والخشب والأثاث.
كلية التربية البدنية في جامعة لهتي للعلوم التطبيقية عروض برنامج درجة البكالوريوس في الدراسات الرياضية. معهد الرياضة في فنلندا، التي يوجد مقرها في لهتي فييروماكي القريب، هي أكثر تنوعا من مركز التربية الرياضية في البلاد. وبالإضافة إلى ذلك، بايولهتي مركز التدريب، وتقع في بلدة مجاورة من ناستولا، هي واحدة من الألعاب الرياضية ومراكز التدريب الرائدة في فنلندا.
كما أن لاهتي مقر لقسم العلوم البيئية والايكولوجية في جامعة هلسنكي (كلية العلوم البيولوجية). وهو القسم العلمي الوحيد من جامعة هلسنكي يقع خارج منطقة هلسنكي الكبرى.

## الاقتصاد
منطقة لاهتي الاقتصادية والتي تضم البلديات المحيطة بها، تأثرت بشدة بانهيار التجارة الفنلندية السوفياتية وبالركود في أوائل التسعينات.
وتراجعت قيمة الإنتاج، ولا سيما في صناعة الهندسة الميكانيكية والصناعات التحويلية الأخرى (مثل صناعة الأثاث). انخفاض الإنتاجية أيضا في صناعة النسيج والملابس. في عام 1990، كان هناك 90370 فرصة عمل في المنطقة لهتي. وتقلص عدد الوظائف على مدى العامين المقبلين، بحيث أنه في 1993 كان هناك أقل من 70000 فرصة عمل في المنطقة لهتي. وكان عدد الوظائف زاد ببطء إلى 79138 في عام 1999.
| العمالة حسب القطاع (مدينة لهتي) | 1980  | 1990  | 2000  | 2007  |
| ------------------------------- | ----- | ----- | ----- | ----- |
| الخدمات                         | 52.0% | 59.3% | 63.5% | 72.4% |
| الصناعة                         | 47.1% | 40.1% | 36.4% | 27.4% |
| الزراعة والحراجة                | 0.9%  | 0.6%  | 0.1%  | 0.2%  |

في عام 1995، وكان البحث والتطوير النفقات فيم 715 للشخص الواحد، بينما يبلغ متوسط فنلندا على بعد نحو 2050 الاتحاد الدولي للموسيقيين. ونما حجم تيكيس (تكنولوجيا الوكالة الوطنية) التمويل في المنطقة لهتي 40 ٪ خلال الفترة 2004-2007 في حين بلغ متوسط النمو في فنلندا وكان 60 ٪.
| الناتج المحلي الإجمالي (منطقة لهتي)                     | 2000    | 2001    | 2002    | 2003    | 2004    | 2005    | 2006    |
| ------------------------------------------------------- | ------- | ------- | ------- | ------- | ------- | ------- | ------- |
| الناتج المحلي الإجمالي بالأسعار الجارية؛ مليون €        | 3,449.3 | 3,709.7 | 3,697.5 | 3,982.3 | 4,136.8 | 4,242.4 | 4,381.9 |
| التغير بالناتج المحلي الإجمالي؛ سنة 2000 = 100%         | 100.0%  | 107.5%  | 107.2%  | 115.5%  | 119.9%  | 123.0%  | 127.7%  |
| نصيب الفرد من الناتج المحلي الإجمالي؛ كامل البلاد=100%  | 80.7%   | 82.0%   | 79.4%   | 84.3%   | 83.9%   | 83.4%   | 81.2%   |
| نصيب الموظف من الناتج المحلي الإجمالي؛ كامل البلاد=100% | 86.6%   | 87.3%   | 83.6%   | 88.9%   | 88.7%   | 88.6%   | 87.1%   |

## الديموغرافيا
بتاريخ 31 أغسطس 2008 كان سكان لهتي 99.816 ساكن، مما يجعلها سابعة كبرى مدن فنلندا من حيث عدد السكان.
السكان حسب الأحياء:
| الحي                    | الاسم بالفنلندية          | 1964   | 1970   | 1980   | 1990   | 2000   | 2007   |
| ----------------------- | ------------------------- | ------ | ------ | ------ | ------ | ------ | ------ |
| المركز (كسكوستا)        | (Keskusta)                | 27,400 | 21,800 | 15,600 | 13,700 | 17,280 | 19,778 |
| لاوني                   | Laune                     | 13,200 | 17,100 | 23,300 | 22,600 | 23,670 | 24,568 |
| كيفيما-كيفيريو-يوتيارفي | Kivimaa–Kiveriö–Joutjärvi | 17,100 | 23,500 | 20,700 | 18,300 | 17,790 | 16,974 |
| كاربانن                 | Kärpänen                  | 9,400  | 7,600  | 12,800 | 12,700 | 11,940 | 11,612 |
| أهتيالا                 | Ahtiala                   | 4,600  | 5,100  | 5,100  | 9,100  | 10,500 | 10,897 |
| موكولا                  | Mukkula                   | 1,300  | 9,100  | 9,500  | 8,500  | 8,120  | 7,877  |
| يالكارَنتا               | Jalkaranta                | 2,500  | 1,950  | 5,600  | 6,200  | 6,020  | 5,852  |
| كولافا-كويالا           | Kolava–Kujala             | 900    | 550    | 400    | 300    | 310    | 710    |

## المواصلات

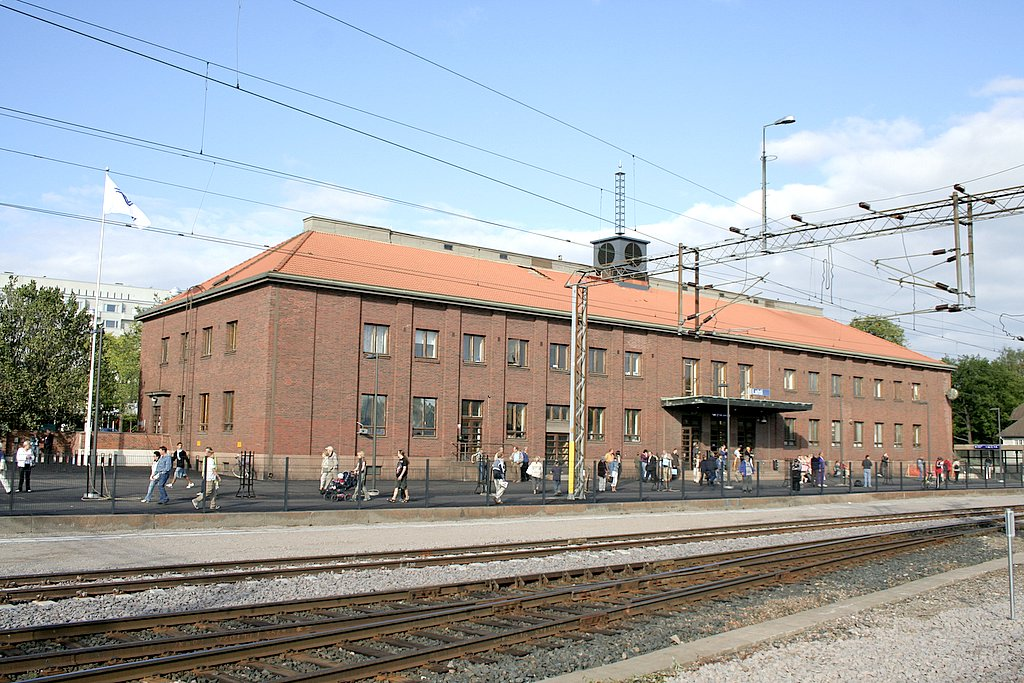
محطة القطارات، بنيت عام 1935 من تصميم المعماري توري هلستروم.

للهتي محطة سكك حديدية على خط هلسنكي كونتيوماكي بين مانتســَـلا وكوفولا؛ كانت الطريق إلى هلسنكي قبل عام 2006 تمر عبر ريهيماكي. كان من المتوقع أن تقصير خط السكك الحديدية سيعزز من نمو لهتي.